# A Maszk (film, 1994)
A Maszk (eredeti cím: The Mask) 1994-ben bemutatott amerikai filmvígjáték, amely a Dark Horse Comics kiadó azonos című képregénye alapján készült. A film főszereplője Jim Carrey.  A film további szereplői Peter Riegert és Peter Greene, valamint Cameron Diaz, akinek ez volt első filmes szerepe, amely beindította a karrierjét. Carrey-t alakításáért Golden Globe-díjra jelölték, a film pedig a "legjobb vizuális effektusok" kategóriában kapott Oscar-jelölést. A film sikerei fellendítette a Maszk képregény eladását is, amelyből világszerte több példányszám kelt el. A filmnek további folytatása, illetve egy animációs feldolgozása is készült.

## Rövid történet
Egy varázserejű csodamaszk viselésével egy hivatalnok fékevesztett, rajzfilmszerű figurává változik, aki  képes bármire, meghaladva a realitás minden határát.

## Cselekmény
|  | Alább a cselekmény részletei következnek! |

Edge City-ben egy építkezés alkalmával az egyik búvár egy kopott ládára bukkan, de mielőtt kinyitná, rázuhan egy vascső. A kinyíló ládából egy zöldesbarnás fadarab bukkan elő ami a felszínre emelkedik.
Edge City egy átlagos nagyváros, tele múzeumokkal, bárokkal. Otthona a Coco Bongo klubnak, az ott dolgozó Dorian nevű bűnözőnek, és egy esetlen bankárnak, Stanley Ipkiss-nek, aki a film főhőse. Stanley pofátlan főnöke, és az albérlete mellett lakó öregasszony, Mrs. Peenman zsarnoksága alatt él. Mindenki félresöpri, de egy nap betér a bankba a Coco Bongo egyik énekesnője, Tina Carlyle, akinek egy kicsit tetszik a kétbalkezes, humoros figura. Stanley barátjával, Charleival aznap este a klubba mennek, de a biztonsági őr Stanley-t nem engedi be barátjával és kidobja. Ráadásul a kocsija is szervizben van és egy ősrégi roncs kölcsön autót kapott, ami a hídnál lerobban, majd szétesik...
Ipkiss lenéz, és egy fehér alakot lát meg a vízen úszni. Beleveti magát a vízbe, hogy segítsen, de mikor odaér, rájön, hogy egy bója volt hínárral és pár papírdarabbal. Az egyik papírdarab alatt azonban egy régi koszos zöld famaszkot talál, amit középen egy függőlegesen futó fém darab díszít. Az álarcot forgatva abban furcsa mód színes fények tükröződnek. Stan már rászánja magát, hogy felveszi, amikor egy rendőr meglátja és megnézi, nem esett-e baja. Hazaérve a házmester, Mrs. Peenman ismét ordítozik vele, amiért összevizezte a szőnyeget. Ipkiss a lakásában lehuppan az ágyára, ahol Milo, hűséges és okos kutyája fogadja. Egy rajzfilmet néz, amit el kell kapcsolnia mert Peenman a szomszéd szobából őrjöng. Egy bemutatóra kapcsol, ahol egy professzor könyve témáját fejti ki: A könyve (Az álarc amit viselünk) rávilágít, hogy az ember kialakít egy személyiséget, egy formát, ami társadalmilag elfogadhatóbb, és ebben az úgymond "álarcban" lépünk ki az utcára.
Stanley előveszi a zöld fa maszkot és a tükörben bohóckodni kezd, utánozva az író kifejezéseit. Felteszi, de az álarc hozzátapad a bőréhez, és ismét jellegzetes fény tükröződik meg a belsejében. Stanley mégis visszateszi, ami lassan az egész fejét körülöleli, majd eldeformálódik, alkalmazkodik Stan fejéhez. Zöld, villanó fény tör elő, majd villámlás és az emberből alakuló örvény után egy zöld fejű, vigyorgó férfi áll Stanley helyén, aki elkiáltja magát: Smokin! (a fordításban: Eldurranok!). Stan egy félénk, visszahúzódó, gyenge ember, aki gyerekesen vonzódik a rajzfilmekhez. Az így kialakult lény egy másik tudat, ami Stan-ével egyszerre próbál működni, egy testben, ami azt eredményezi, hogy az erősebb tudat, a maszk akkor és odamegy, amikor és ahova akar. Előtör belőle az a Stanley, aki mindig lenni akart: Nem gyenge kisember, hanem erős, magabiztos, ellenállhatatlan nőcsábász.
Az átalakulás következtében azonban a rajzfilmek hatása is megmutatkozik: A Maszk mozgása, beszédstílusa, és tettei hasonlítanak a Warner Bros. rajzfilmekben szereplő figurákéhoz, mint pl.: egy szabadszellemű ébresztőóra kergetése kalapáccsal, szemei néha lerepülnek a fejéről, és képes lufi figurából gépfegyvert varázsolni...
Ezután elintéz egy kemény rablóbandát, és rájön hogy rajzfilmes viselkedése mellett képes elferdíteni a valóságot, fizikailag lehetetlen dolgokat csinálni. Elhatározza, hogy szuperhős lesz, megmenti a jót, legyőzi a rosszat. Azonban a zöld fejfedő csak egész egyszerűen annyit tesz, hogy mulat  a klubokban, a frászt hozza Mrs. Peenman-re, és  megleckézteti a lusta szerelőket, akik a kért olajcsere helyett szétszedték a Hondáját. Reggel Stan az ágyában ébred, és azt hiszi, az egész csak egy álom volt. Viszont egy rendőr, Kellaway hadnagy kopogtat az ajtaján. Azt állítja, hogy tegnap este egy csavargó beszökött és hogy vadászpuskával lőtte a szomszédja. Stanley úgy tesz, mintha észre se vette volna és elindul munkába, de előbb kidobja a maszkot az ablakon, ami bumeránghoz hasonlóan visszarepül a kanapéra. Aznap Charlie elbeszélget vele, arról, hogy Stan-nek egy rendes barátnő kell. Ekkor lép be a bankba Peggy Brandt, egy újságíró, aki érdeklődik a tegnap esti incidensről, amikor két szerelő hátsófelébe állítottak két kipufogócsövet. Stan kicsit idegesen elnavigál a témáról, (lévén, hogy ő a bűnös) inkább megemlíti, hogy megjelentették egyszer a levelét az újságban. Ezután Peggy megadja a telefonszámát, majd elmegy.
Stan megtudja, hogy Tina aznap este fellép a Coco Bongo-ban. Pénzszűkében van, és egy félénk emberkét csak kidobnának, tehát úgy dönt, természetfeletti segítség kell: Felhúzza a maszkot, aki a problémát megoldva előbb bankot robbant, majd megindul a klubba, ahol a lopott összeget szétszórva besétál. Stan és a furcsa Maszk kombinációja beleavatkozik az ünnepségbe és rajzfilmfigura stílusban táncol egyet Tinával. Dorian és emberei megtudják, hogy ő az, aki kirabolta a bankot – amit Dorian szintén ki akart rabolni – és tüzet nyitnak rá, de ő erre őrült megoldásokkal elmenekül. A rendőrség már csak Dorian-t és embereit találja a klubban, így őket gyanúsítják, habár Kellaway hadnagy talál egy pizsama darabot, ami a lövöldözés közbe levált a Maszkról, így visszaváltozott Stanley "lehetetlen" pizsamájává. Ismét Stanley-nél kopogtat, de ő azt mondja hogy a pizsamáját... ellopták. Kellaway persze megfigyelés alá helyezi őt kicsit tökkelütött asszisztensével. Aznap a bankban betér Tina, és leül Stan-hez beszélgetni. Stan csak hallgatja, ahogy a lány a Maszkkal való táncáról áradozik, és úgy dönt, összehoz egy találkozót a Maszkkal. Dr. Neumann-hoz, a "Maszk, amit viselünk" című könyv írójához fordul segítségért, aki azt állítja, hogy ez a maszk valószínűleg egy viking istenséget, minden bizonnyal Lokit, a csínyek és csalások istenségét ábrázolják, aki képes alakot váltani, és elferdíteni a valóságot, és akit Odin száműzött az istenek birodalmából. Stanley azt állítja, hogy ha nem is a maszkba száműzte, valahogy Loki erejét kölcsönzi a viselőnek. Dr. Neumann ezen elcsodálkozik, és Stan-t elmebetegnek gondolja, aki megpróbálja bizonyítani, de férfi furcsa hanghatásain, huhogásán, és ugrálásán kívül nem történik semmi rendhagyó; Loki éjszakai istenség, így a maszk valószínűleg csak éjszaka működik.
Tina este a parkban van Stanley-vel, de később a Maszk tör elő helyette. Ekkor Kellaway, és társa felbukkantak és le akarják tartóztatni a Maszkot. Megbilincselik és megmotozzák. Átkutatják a zsebet, amiből előkerül pisztráng, ébresztőóra, gumicsirke, sípolós játék, egy páncélököl, és végül egy kép Kellaway feleségéről, Margaretről. A rendőrök figyelmetlenségét kihasználva összebilincseli őket, és megszökik. A park bejáratánál egy kisebb sereg várja, felfegyverkezve, de a Maszk újabb trükkjeként, mindenki táncolni kezd a "Cuban Pete" nevű dalra. Ezalatt ő elmenekül, és egy sikátorban lehúzza a maszkot, visszaváltozva Stanley-vé, aki egyre inkább képes irányítani kifordult önmagát. Megjelenik Peggy, aki megszökteti őt a rendőrök elől a kocsijával. Az ekkorra megüresedett nyomdában leülnek és Stan elmeséli, mi mindenre képes a Maszkkal. Peggy-t azonban lefizette Dorian, hogy megtalálja a Maszkot. Miután a bűnöző kezébe kerül varázserejű holmi, 
az sérthetetlen zöld szörnnyé változtatja őt, és elindul a Coco Bongo ünnepségére, hogy bosszút álljon egykori főnökén, valamint hogy ellopja az ott összegyűjtött jótékonysági adományt, Stan-t pedig a rendőrség kezére adja. Milo azonban követi gazdáját, és kiszabadítja őt a börtönből, ellopva a kulcsokat az őrtől. Stan elfogja Kellaway-t és megbilincseli, hogy kivigye őt, mint a foglyát. Így Milo, Kellaway, és Stanley a Coco Bongo-hoz mennek, Stan pedig bemegy egyedül, hogy felvegye a harcot.
Eközben Dorian kikötözte Tinát egy műfához, és beindított egy robbanóanyagot, hogy végezzen vele. Stan-t elkapják Dorian verőemberei, de Tina leveteti vele a maszkot, mondván hogy az utolsó kívánsága egy csók az igazi Dorian-től. Tina kirúgja a kezéből az álarcot, ami Milo szájában landol. Stanley-hez siet vele, de Dorian és emberei tüzet nyitnak, a maszk pedig a bárpult mögé repül. Stan utánaveti magát, miközben Charlie kimenekíti a túszokat. A bárpultot darabokra lövik, ahonnan a már jól ismert zöld fejű figura ugrik elő. Nevet és elkiáltja magát, hogy nem találták, el, majd megiszik egy pohár üdítőt, ami golyónyomokon távozik a testéből. Előkap két revolvert, rakétakilövővel, gránátvetővel, amivel elijeszti Dorian embereit, majd pedig lenyeli a bombát, amihez Tinát kötözték. Kiszabadítja a lányt, majd egy odafestett karral lehúzza a mesterséges tó vizét, amibe elsüllyed Dorian is. A Maszk  – ami immár teljesen Stan irányítása alatt működik – ezután visszaváltozik a jó öreg Stanley-vé, aki igazi hőssé válik az egész város szemében.
A film végén Stanley és Tina elmennek a hídhoz, ahol Stan Loki csodatévő álarcát találta, és a vízbe dobja a maszkot, mert rájön, ahhoz hogy jobb ember legyen, nincs szüksége természetfeletti képességekre. Charlie azonban utána ugrik, Milo-val együtt, aki szintén magának akarja a maszkot. Stanley és Tina a hídon végre megcsókolják egymást, s ekkor Stan elkiáltja magát: Eldurranok!
|  | Itt a vége a cselekmény részletezésének! |

## Szereplők

### Stáblista
| Szerep                       | Színész            | Magyar hang          |
| ---------------------------- | ------------------ | -------------------- |
| Stanley Ipkiss / A Maszk     | Jim Carrey         | Rátóti Zoltán        |
| Tina Carlyle                 | Cameron Diaz       | Für Anikó            |
| Mitch Kellaway hadnagy       | Peter Riegert      | Márton András        |
| Dorian Tyrell                | Peter Greene       | Szakácsi Sándor      |
| Niko                         | Orestes Matacena   | Kristóf Tibor        |
| Charlie Schumaker            | Richard Jeni       | Szerednyey Béla      |
| Peggy Brandt                 | Amy Yasbeck        | Tóth Enikő           |
| Doyle nyomozó                | Jim Doughan        | Kerekes József       |
| Dr. Arthur Neuman            | Ben Stein          | Gruber Hugó          |
| Freeze                       | Reginald E. Cathey | Szabó Sipos Barnabás |
| Sweet Eddy                   | Denis Forest       | Stohl András         |
| Mrs. Peenman                 | Nancy Fish         | Bessenyei Emma       |
| Irv Ripley                   | Tim Bagley         | Csonka András        |
| Burt Ripley                  | Johnny Williams    | Harsányi Gábor       |
| Maggie                       | Joely Fisher       | Vándor Éva           |
| Mitchell Tilton polgármester | Ivory Ocean        | Hankó Attila         |
| Bobby, a kidobófiú           | Jeremy Roberts     | Széles László        |
| Mr. Dickey                   | Eamonn Roche       | Háda János           |
| Dr. Arthur Neuman            | Ben Stein          | Grúber Hugó          |
| Murray                       | Blake Clark        | Rudas István         |
| Orlando                      | Nils Allen Stewart | Viczián Ottó         |

### Karakterek
- Stanley Ipkiss: A film főhőse. Egy kedves, ám visszahúzódó fiatalember, aki, ha a Maszkot viseli, egy vad, fékezhetetlen mókamesterré válik. Carrey elmondása szerint, nagyrészt az édesapjáról mintázta Stanley karakterét, a "szelíd, de vidám emberről".
- Tina Carlyle: A Coco Bongo énekesnője, Dorian barátnője, de őt később Stanley-hez kötik gyöngéd romantikus szállak. Ez volt Cameron Diaz első nagy filmes szerepe, ami megalapozta későbbi hírnevét. Mielőtt leszerződött a filmhez, Anna Nicole Smith és Vanessa L. Williams neve is felmerült a szerepre.
- Dorian Tyrell: A Coco Bongo hatalom és pénzéhes alkalmazottja, aki a város feletti uralomra tör, és ehhez a Maszk természetfeletti képességeit akarja felhasználni.
- Mitch Kellaway hadnagy: A roppant szigorú, kissé talán cinikus rendőrdetektív, aki a Maszk után nyomoz.
- Charlie Schumaker: Stanley legjobb barátja, és kollégája a bankban.
- Niko: A Coco Bongo tulajdonosa, Dorian főnöke.
- Peggy Brandt: Újságíró, akinek látszólag tetszik Stanley, ám a pénzt sokkal jobban szereti.
- Doyle nyomozó: Kellaway hadnagy kissé ügyetlen társa.
- Freeze: Profi bankrabló, akit Dorian bérel fel a városi bank kifosztására.
- Eddy: Dorian verőembere.
- Dr. Arthur Neuman: Az álarc amit viselünk című könyv szerzője, akihez Stanley fordul tanácsért a Maszk ügyében.
- Milo: Stanley hűséges, és roppantul okos Jack Russell terrier kutyája, aki igyekszik mindenben kisgazdája segítségére lenni. Milo szerepét egy Max nevű kiskutya játszotta, akit Jeremy Roberts állatidomár képezett ki.

## A Maszk emlékezetes lépései
A Maszk, filmben alakított legemlékezetesebb percei:
A fogakA Maszk egyik visszatérő cselekedete, hogy széles fehér fogai mozgatásával, magas, vinnyogó hangot ad ki.
ForgómozgásA Maszk szuper-gyorsasággal képes mozogni, mely által pillanatok alatt eljut egyik helyről a másikra. Ilyenkor általában szédítő sebességgel forogni kezd, mely során egy élő tornádót kreál magából, ezzel hatalmas felfordulást okozva maga körül.
RajzfilmklisékA Maszkra általában legjellemzőbb tulajdonság, rajzfilmes viselkedése. Gesztusai, beszéde, tettei mind-mind megfelelnek Warner Brothers Stúdió rajzfilmjeinek figuráihoz, főként a Vonyító Farkaséhoz, ami a 90-es évek egyik híres rajzfilmje volt. A Maszk humorát főként ezen cselekedetei határozzák meg.
"Eldurranok!"A Maszk legelső és legemlékezetesebb kikiáltása. A szó eredetileg úgy hangzik, Smokin!, ami minden bizonnyal az angol smoking (dohányzás) szóból ered, ami ebben az estben dögösséget, jóképűséget jelenthet. Bizonyos értelmezések szerint kapcsolódik a smoking, vagyis öltöny szóhoz, ami utalhat arra is, hogy a Maszk mindig színpompás öltönyöket visel.
Feneketlen zsebA Maszk nadrágjának zsebei véget nem érő mélyek, ez leginkább akkor mutatkozik meg, mikor a rendőrök megmotozzák őt. Többek között található benne óriás napszemüveg, bicikliduda, egérfogó, gumicsirke, gránátvető, valamint egy erotikus fotó Kellaway hadnagy feleségéről, Margaret-ről.
KözmondásokBizonyos helyzetekben a Maszk gyakran kommentálja magát közmondásokkal, vagy különböző, vicces szójátékokkal, úgy mint, Ki korán kel, aranyat lel, mikor megelőzi Dorian embereit a bankrablásban, vagy A kéj édesebb, hogyha teli a zseb, mikor kifosztja a bankot.
HajszárításA film egyik humoros jelenete, mikor a Maszk a Coco Bongóba készülődve hajat szárít, annak ellenére, hogy nincs is haja. Hasonló módon megborotválkozik, noha se szakálla, s még csak borostája sincs.
Oscar-átadásA Maszk talán egyik legemlékezetesebb jelenete, mikor Dorian emberei előtt megjátssza a saját halálát, majd pedig az alakításáért Oscar-díjat vesz át. A tévéképernyő alján ekkor kisebb nézőközönség tűnik fel, akik megtapsolják a Maszkot, aki ekkor Sally Fieldet utánozza az 1980-as díjátadón.
GumivégtagokA Maszk néha meglehetősen könnyedén és mozgékonyan bánik a lábaival és a kezeivel, mintha csak gumiból lennének. Fizikailag lehetetlen dolgokat is képes megtenni, melyek meg se kottyannak számára. Mindezek leginkább a Tinával folytatott tánc során bontakoznak ki.
"Na, mizújs?"Így kiáltja el magát a Maszk magabiztosan és lazán, valahányszor belép egy helyre, ahol esemény történik.
UtánzásokRajzfilmes viselkedése és érces humora mellett, a Maszk többször parodizál ki számtalan hírességet, úgy mint Elvis Presley, Clint Eastwood, Thomas Mitchell és Leslie Howard.

## Fogadtatás
Jim Carrey jobb filmjei között említik. A történetnek bár van folytatása, „A Maszk fia” néven, de az nem lett olyan ismert, mint ez, valószínűleg azért, mert Jim Carrey nem vállalt benne szerepet.
A film hatalmas sikert ért el, jegyeladási és kritikai szempontból egyaránt, világszerte több mint 350 millió dollár bevételt hozott. A Maszk azok közé az 1994-ben bemutatott filmek közé tartozik (az Ace Ventura: Állati nyomozó és a Dumb és Dumber – Dilibogyók mellett), melyek megalapozták Jim Carrey későbbi karrierjét. A Maszk által kiáltott: „Valaki állítson meg!” felszólítást jelölték a 100 év... 100 filmes idézet listára, de nem került fel.

## Folytatás
Nem sokkal a bemutató után bejelentették, hogy Jim Carrey hamarosan visszatér egy folytatással, de a terv végül nem valósult meg. 2005-ben került a mozikba A Maszk 2. – A Maszk fia, azonban ebben Jim Carrey már nem szerepel és a film megbukott.

## Érdekesség
Mikor Jim Carrey a Maszk alakjában van, egy műfogsort visel. Eredetileg a szájmozgást animációval oldották volna meg, de Jim megtanult a műfogsorral beszélni, így feleslegessé vált az utómunka.